# 哥伦比亚愉快航空
哥伦比亚愉快航空（西班牙語：VivaColombia）是一家哥伦比亚的低成本航空公司。该公司于2009年9月16日成立，成立之初名为“快速哥伦比亚股份有限公司”（Fast Colombia S.A.S.）。该航空于2012年5月25日开始运营。尽管自从2014年6月起波哥大埃尔多拉多国际机场仍然为实际的主要营运基地，其现在实际的中心枢纽航点为与內格羅河何塞·玛丽亚·科尔多瓦国际机场。哥伦比亚愉快航空在內格羅河提供往来麦德林的飞行线路。

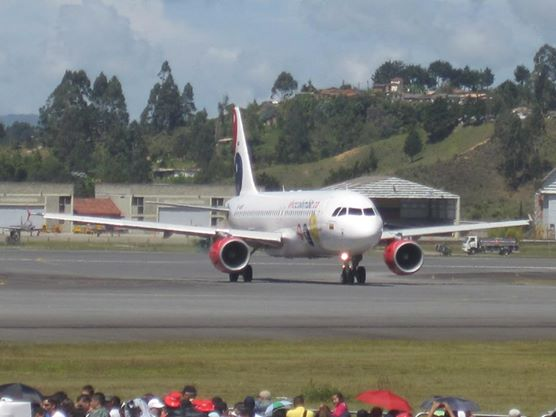
哥伦比亚愉快航空的空中客车A320系列 ，摄于内格罗河何塞·玛丽亚·科尔多瓦国际机场